# Elezioni amministrative in Italia del 1976
Il 20-21 giugno 1976 si votò in Italia (contemporaneamente alle elezioni politiche ed alle elezioni regionali in Sicilia) per il rinnovo di 131 consigli comunali e di 2 consigli provinciali; il 28-29 novembre si votò invece per il rinnovo di 112 consigli comunali (di cui 12 con più di 5.000 abitanti).

## Elezioni comunali

### Genova
| Liste                                                  | Voti    | %     | Seggi |
| ------------------------------------------------------ | ------- | ----- | ----- |
| Partito Comunista Italiano (PCI)                       | 239.750 | 41,46 | 34    |
| Democrazia Cristiana (DC)                              | 164.914 | 28,52 | 24    |
| Partito Socialista Italiano (PSI)                      | 71.538  | 12,37 | 10    |
| Partito Repubblicano Italiano (PRI)                    | 26.440  | 4,57  | 3     |
| Movimento Sociale Italiano - Destra Nazionale (MSI-DN) | 26.208  | 4,53  | 3     |
| Partito Socialista Democratico Italiano (PSDI)         | 21.811  | 3,77  | 3     |
| Partito Liberale Italiano (PLI)                        | 14.144  | 2,44  | 2     |
| Partito Radicale (PR)                                  | 7.411   | 1,30  | 1     |
| Democrazia Proletaria (DP)                             | 6.004   | 1,03  | -     |
| Totale                                                 | 578.220 |       | 80    |

### Ascoli Piceno
| Liste                                                  | Voti   | %    | Seggi |
| ------------------------------------------------------ | ------ | ---- | ----- |
| Democrazia Cristiana (DC)                              | 16.487 | 44,0 | 19    |
| Partito Comunista Italiano (PCI)                       | 9.597  | 25,6 | 11    |
| Partito Socialista Italiano (PSI)                      | 3.906  | 10,4 | 4     |
| Movimento Sociale Italiano - Destra Nazionale (MSI-DN) | 3.001  | 8,0  | 3     |
| Partito Socialista Democratico Italiano (PSDI)         | 2.052  | 5,5  | 2     |
| Partito Repubblicano Italiano (PRI)                    | 1.726  | 4,6  | 1     |
| Partito Liberale Italiano (PLI)                        | 728    | 1,9  | -     |
| Totale                                                 |        |      |       |

### Roma
| Liste                                                  | Voti      | %     | Seggi |
| ------------------------------------------------------ | --------- | ----- | ----- |
| Partito Comunista Italiano (PCI)                       | 676.207   | 35,48 | 30    |
| Democrazia Cristiana (DC)                              | 630.922   | 33,10 | 27    |
| Movimento Sociale Italiano - Destra Nazionale (MSI-DN) | 201.344   | 10,56 | 8     |
| Partito Socialista Italiano (PSI)                      | 145.793   | 7,65  | 6     |
| Partito Repubblicano Italiano (PRI)                    | 78.384    | 4,11  | 3     |
| Partito Socialista Democratico Italiano (PSDI)         | 70.211    | 3,68  | 3     |
| Partito Radicale (PR)                                  | 37.404    | 1,98  | 1     |
| Partito Liberale Italiano (PLI)                        | 32.821    | 1,72  | 1     |
| Democrazia Proletaria (DP)                             | 31.395    | 1,65  | 1     |
| Altri                                                  | 1.759     | 0,09  | -     |
| Totale                                                 | 1.906.649 |       | 80    |

### Bari
| Liste                                                  | Voti    | %     | Seggi |
| ------------------------------------------------------ | ------- | ----- | ----- |
| Democrazia Cristiana (DC)                              | 84.660  | 38,02 | 24    |
| Partito Comunista Italiano (PCI)                       | 55.168  | 24,77 | 16    |
| Partito Socialista Italiano (PSI)                      | 28.028  | 12,59 | 8     |
| Movimento Sociale Italiano - Destra Nazionale (MSI-DN) | 23.218  | 10,43 | 6     |
| Partito Socialista Democratico Italiano (PSDI)         | 13.367  | 6,00  | 4     |
| Partito Repubblicano Italiano (PRI)                    | 7.692   | 3,45  | 2     |
| Partito Liberale Italiano (PLI)                        | 4.076   | 1,83  | 1     |
| Democrazia Proletaria (DP)                             | 3.099   | 1,39  | -     |
| Altri                                                  | 3.348   | 1,50  | -     |
| Totale                                                 | 222.656 |       | 60    |

### Foggia
| Liste                                                  | Voti  | %    | Seggi |
| ------------------------------------------------------ | ----- | ---- | ----- |
| Democrazia Cristiana (DC)                              | 36067 | 41,1 | 22    |
| Partito Comunista Italiano (PCI)                       | 20095 | 22,9 | 12    |
| Partito Socialista Italiano (PSI)                      | 9640  | 11,0 | 5     |
| Movimento Sociale Italiano - Destra Nazionale (MSI-DN) | 8945  | 10,2 | 5     |
| Partito Socialista Democratico Italiano (PSDI)         | 8447  | 9,6  | 5     |
| Partito Repubblicano Italiano (PRI)                    | 2199  | 2,5  | 1     |
| Partito Liberale Italiano (PLI)                        | 1637  | 1,9  | -     |
| Democrazia Proletaria (DP)                             | 758   | 0,8  | -     |
| Totale                                                 |       |      | 50    |

## Elezioni provinciali

### Provincia di Roma
| Liste                                                  | Voti      | %    | Seggi |
| ------------------------------------------------------ | --------- | ---- | ----- |
| Partito Comunista Italiano (PCI)                       | 897.279   | 37,5 | 17    |
| Democrazia Cristiana (DC)                              | 758.857   | 31,7 | 15    |
| Movimento Sociale Italiano - Destra Nazionale (MSI-DN) | 253.828   | 10,6 | 5     |
| Partito Socialista Italiano (PSI)                      | 184.296   | 7,7  | 3     |
| Partito Repubblicano Italiano (PRI)                    | 91.651    | 3,8  | 2     |
| Partito Socialista Democratico Italiano (PSDI)         | 83.672    | 3,5  | 1     |
| Partito Radicale (PR)                                  | 41.175    | 2,0  | 1     |
| Partito Liberale Italiano (PLI)                        | 38.497    | 1,6  | 1     |
| Democrazia Proletaria (DP)                             | 35.285    | 1,5  | -     |
| Altri                                                  | 1.389     | 0,1  | -     |
| Totale                                                 | 2.392.329 |      | 45    |

### Provincia di Foggia
| Liste                                                  | Voti | %    | Seggi |
| ------------------------------------------------------ | ---- | ---- | ----- |
| Partito Comunista Italiano (PCI)                       |      | 37,6 | 12    |
| Democrazia Cristiana (DC)                              |      | 35,6 | 11    |
| Partito Socialista Italiano (PSI)                      |      | 9,8  | 3     |
| Movimento Sociale Italiano - Destra Nazionale (MSI-DN) |      | 9,7  | 3     |
| Partito Socialista Democratico Italiano (PSDI)         |      | 4,0  | 1     |
| Partito Repubblicano Italiano (PRI)                    |      | 1,4  | -     |
| Partito Liberale Italiano (PLI)                        |      | 1,0  | -     |
| Democrazia Proletaria (DP)                             |      | 0,9  | -     |
| Totale                                                 |      |      | 30    |

## Fonti
- Corriere della sera, Risultati delle comunali, p.2, 1 dicembre 1976, su archivio.corriere.it.